# Suncus malayanus
Suncus malayanus là một loài động vật có vú trong họ Chuột chù, bộ Soricomorpha. Loài này được Kloss mô tả năm 1917.